# Покровська сільська рада (Гайворонський район)
| Покровська сільська рада (до 2016 року — Котовська) — орган місцевого самоврядування у Гайворонському районі Кіровоградської області з адміністративним центром у с. Покровське. Сільській раді підпорядковані населені пункти: - с. Покровське |

## Склад ради
Рада складається з 12 депутатів та голови.

### Керівний склад ради
| ПІБ                         | Основні відомості                                                         | Дата обрання | Дата звільнення |
| --------------------------- | ------------------------------------------------------------------------- | ------------ | --------------- |
| Гречка Володимир Васильович | Сільський голова, 1950 року народження, освіта, безпартійний              | 26.03.2006   | 31.10.2010      |
| Стародуб Людмила Василівна  | Сільський голова, 1976 року народження, освіта вища, член Партії регіонів | 31.10.2010   |                 |

Примітка: таблиця складена за даними джерела

## Населення
Згідно з переписом УРСР 1989 року чисельність наявного населення села становила 410 осіб, з яких 175 чоловіків та 235 жінок.
За переписом населення України 2001 року в селі мешкало 728 осіб.

### Мова
Розподіл населення за рідною мовою за даними перепису 2001 року:
| Мова       | Відсоток |
| ---------- | -------- |
| українська | 99,32 %  |
| російська  | 0,55 %   |
| молдовська | 0,14 %   |